# Rudolf Koch (Maler, 1834)
Rudolf Wilhelm Koch (* 11. Januar 1834 in Hamburg; † 8. Januar 1885 in Ottensen) war ein deutscher Pflanzen- und Landschaftsmaler, der der Düsseldorfer Schule zugerechnet wird.

## Leben
Koch war ein Sohn des Stickmusterzeichners Johann Heinrich Koch und der Kunststickerin Ida Evers. Nachdem erh bis zum 15. Lebensjahr ein Schüler von Günther Gensler in Hamburg gewesen war, ging er 1849 nach Berlin, wo er in den Ateliers von Leopold Knebel und August von Kloeber arbeitete. In den Jahren 1851 bis 1852 weilte er wieder in Hamburg, um bei den Brüdern Günther und Martin Gensler weiter zu lernen. 1852/53 studierte er an der Kunstakademie Düsseldorf. Dort war er Schüler der Landschaftsklasse von Johann Wilhelm Schirmer. Ab 1855 lebte Koch als Landschaftsmaler in Hamburg, wo er von 1868 bis 1875 auch als Zeichenlehrer am Johanneum tätig war. 1875 zog er sich nach Ottensen zurück.
Sein Hauptwerk ist das „Botanische Herbarium“ von 540 Aquarellen mit über 1.000 Pflanzendarstellungen, das ihm den Spitznamen „Pflanzen-Koch“ eintrug. Ferner fertigte er Gebrauchsgraphik (Geschäftskarten, Plakate, Diplome, Urkunden, Festprogramme usw.) unter Verwendung von Pflanzenmotiven. Auch schuf er einige Wandmalereien.
Koch war Mitglied beim Hamburger Künstlerverein von 1832. Von 1854 bis 1884 nahm er an dessen Ausstellungen teil.
Seine Kinder waren die Kunstgewerblerin und Malerin Ilse Koch-Amberg (1869–1934) und der Maler und Grafiker Walter Koch (1875–1915).